# ペッパピッグ

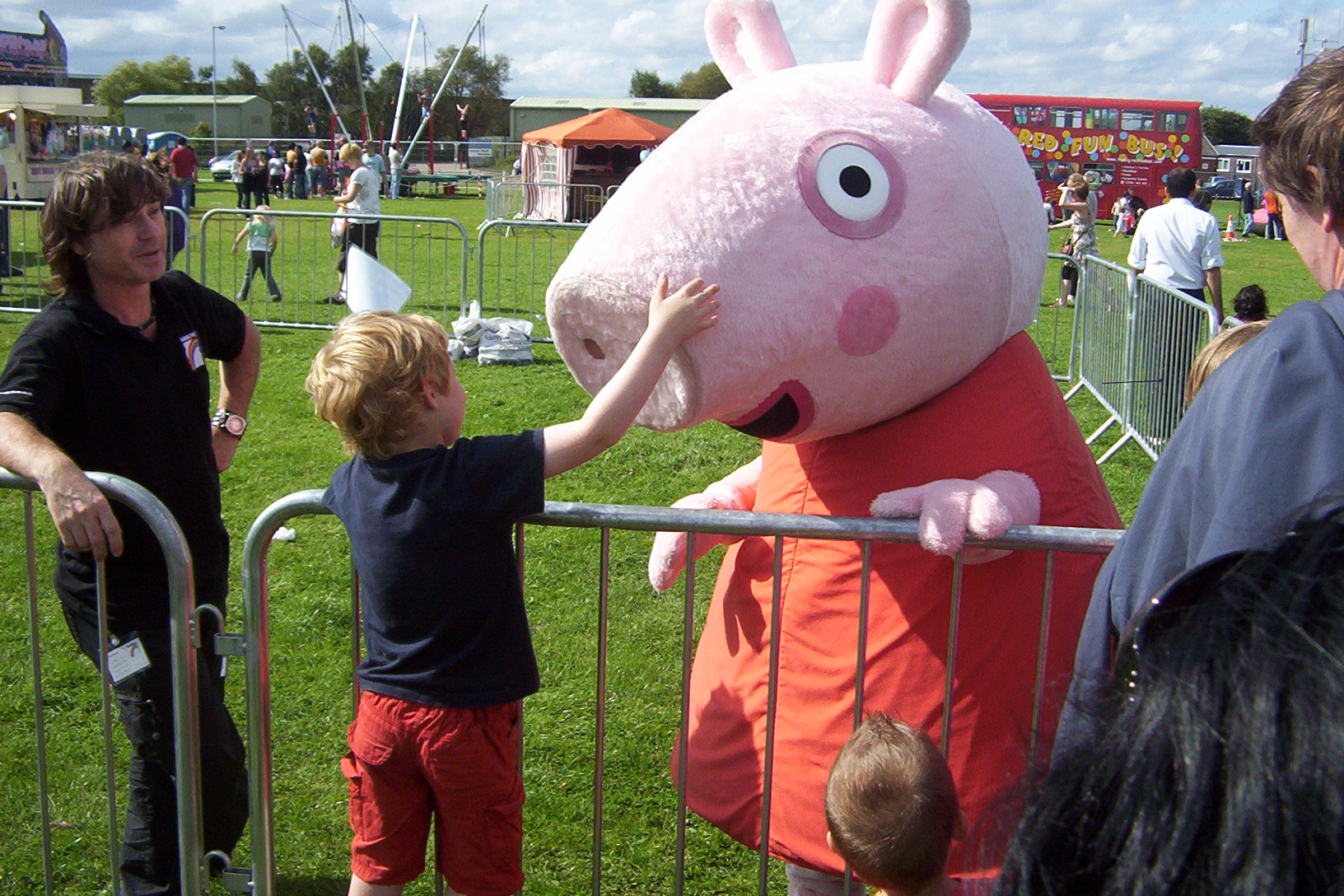
イギリスにて、幼少のファンと触れ合うペッパピッグの着ぐるみ

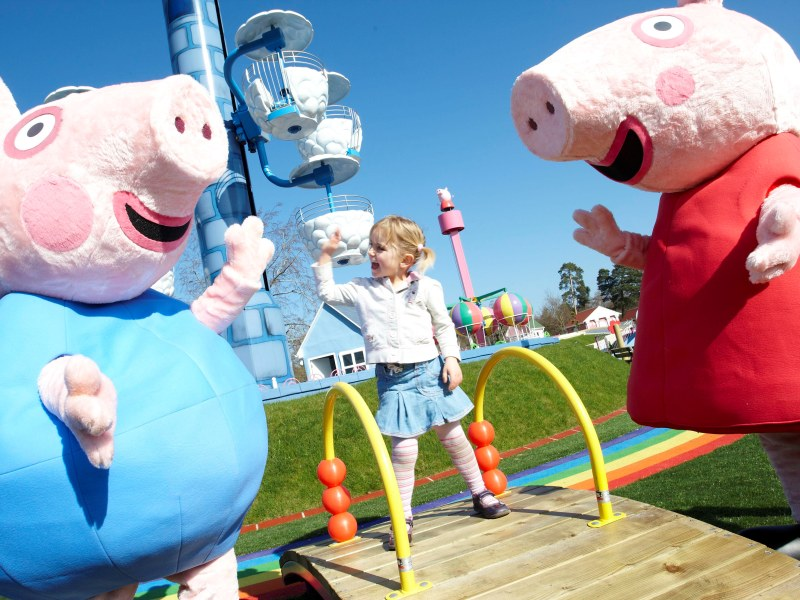
ペッパピッグとジョージの着ぐるみと触れ合う子ども。2011年撮影。

『ペッパピッグ』（Peppa Pig）は、アストレー・ベイカー・デイヴィスとハズブロ・エンターテインメント制作のテレビアニメ。
日本では2017年に株式会社セガトイズがマスターライセンス権を取得し、2018年3月から日本オリジナル商品の発売を開始したが、現在株式会社セガトイズが本作におけるマスターライセンス権を失い、日本オリジナル商品の発売を終了し、全世界による本作の権利をハズブロ・エンターテインメントが保有している。
日本ではカートゥーン ネットワークで放送された後、キャストを一新したバージョンが『ペッパピッグ@きんてれ』という題名でテレビ東京系の幼児向けバラエティ番組『きんだーてれび』にて放送、2021年7月3日から2023年6月24日まではテレビ東京系のコンプレックス番組『イニミニマニモ -ペッパピッグ＆パジャマスク-』の前半に放送されていた。

## 登場人物
声の項は特に記載のない場合、カートゥーン ネットワーク版 / テレビ東京版とする。
ペッパピッグ
声 - 釘宮理恵 / 青山らら
本作の主人公。おしゃまなこぶたの女の子。5歳。好きなことは、泥の水溜りで遊ぶこと、ジョージの世話をすること、祖父母の家に遊びに行くことである。
ジョージピッグ
声 - 城雅子 / 鈴木楽
ペッパの弟。生後18ヶ月と、まだ幼い。姉・ペッパと恐竜のぬいぐるみが大好き。物語の序盤では会話は出来ず、「ダイナソー（Dinosaur）」など少ない単語しか言えなかった。物語が進むうちに「いっぱい」など多くの単語などを言えるようになったが、うまく言えないところもある。また、野菜全般が嫌いで食べている描写はあるが、完全に克服できた訳ではない。好物はチョコレートケーキ。
ダディピッグ
声 - 佐久田修 / 乃村健次
ペッパとジョージの父親。常に笑顔で、明るい性格。眼鏡をかけている。クッキーと南瓜のパイが好物。丸々と太った腹を娘にからかわれている。また、些細なことでイライラを募らせやすいが本人は否定している。少々不運で、ヘマをしやすい。
マミーピッグ
声 - 佐々木優子 / 斎藤恵理
ペッパとジョージの母親。娘同様、泥の水溜りで遊ぶことが大好き。家のコンピューターで在宅の仕事をしている。お父さんより上手く地図が読めて、博識。
グランパ
声 - 佐久田修 / 長克巳
ペッパとジョージの祖父で、野菜を育てている。
グランマ
声 - 佐々木優子 / 久保田民絵
グランパの妻。
スージーシープ
声 ｰ 半場友恵 / 佐野仁香
ペッパとは一番の仲良しで、幼馴染み。よく看護師の服装をする。
ナレーション
声 - 川島得愛 / 平川大輔

## エピソード

### 第1シーズン
1. ペッパと楽しいどろんこ遊び
2. 探偵ペッパとジョージの恐竜くん
3. なかよしのスージーが遊びにきた
4. おばあちゃんとオウムのポリー
5. ペッパとジョージのかくれんぼ
6. 弟のジョージはにんきもの
7. ペッパとお母さんのパソコン
8. ペッパとジョージのボール遊び
9. お父さんのメガネをさがせ
10. おじいちゃんとペッパのイチゴ
11. ジョージのしゃっくりがとまらない
12. ペッパ、自転車にちょうせん!
13. ペッパのひみつの箱
14. みんなでたこあげ
15. ペッパたちのピクニック
16. ジョージと大きなホルン
17. ペッパとジョージのお庭あそび
18. ペッパはお母さん、ジョージはお父さん
19. お気にいりの赤いくつ
20. ペッパとみんなでお祭り
21. お母さんのおたんじょうび
22. ペッパと歯の妖精さん
23. ペッパたちと新しい車
24. ペッパとジョージの宝さがし
25. ペッパの顔に赤いブツブツ
26. ペッパとジョージの雪遊び

### 第2シーズン
1. 風の城へのドライブ
2. いとこのクロエが遊びにきた
3. お父さんとホットケーキを作ろう
4. おじいちゃんたちとおるすばん
5. ペッパのバレエ・レッスン
6. カミナリなんかこわくない
7. ペッパと車のおそうじ
8. ジョージと恐竜くんサラダ
9. みんなでキャンプ
10. ねむれないペッパとねむたいお姫さま
11. おじいちゃんのツリーハウス
12. ペッパのおうちで仮装パーティ
13. みんなで博物館へ行こう
14. ペッパとジョージの夏の一日
15. クロエの楽しい人形げき
16. お父さんのダイエット大作戦!
17. ペッパとジョージでお片づけ
18. 公園で遊ぼう
19. お父さんの日曜大工
20. 海水浴と忘れもの
21. ジョージとあしながクモくん
22. おじいちゃん船長は負けずぎらい
23. お父さんのお買い物リスト
24. ペッパのお誕生日パーティ
25. お父さんのビデオカメラ
26. ペッパの赤ずきんちゃん

### ペッパピッグ@きんてれ
1. Muddy Puddles / みずたまり
2. Gardening / ガーデニング
3. Not Very Well / ぐあいがわるいの
4. Teddy's Day Out / テディとピクニック
5. Mr. Dinosaur is Lost / ダイナソーはどこ？
6. Shopping / おかいもの
7. Camping / キャンプ
8. Lunch / ランチ
9. Mummy Pig at Work / マミーはおしごとちゅう
10. Best Friend / ベストフレンド
11. Windy Autumn Day / ピューピューあきの日
12. The New Car / あたらしいくるま
13. Traffic Jam / じゅうたい
14. Mummy Pig's Birthday / マミーピッグのおたんじょうび
15. Tree House / ツリーハウス
16. Tidying Up / おかたづけ
17. Snow / ゆき
18. Ice Skating / アイススケート
19. Polly Parrot / オウムのポリー
20. Cold Winter Day / さむいふゆの日
21. My Birthday Party / わたしのおたんじょうびパーティ
22. Hide and Seek / かくれんぼ
23. The Playgroup / プレイグループ
24. Hiccups / しゃっくり
25. Treasure Hunt / たからさがし
26. Piggy in the Middle / ボールとりゲーム

## スタッフ
- 監督・プロデュース：ネヴィル・アストレー、マーク・ベイカー
- 脚本：ネヴィル・アストレー、マーク・ベイカー、フィリップ・ホール
- 音楽：ジュリアン・ノット

### 日本語版制作スタッフ

#### カートゥーン ネットワーク版
- プロデューサー：岡田由里子（カートゥーンネットワーク）
- 翻訳：池田美紀
- 演出：高田浩光
- 調整：手塚孝太郎
- 制作：尾澤美牧
- 製作：ハーフエイチ・ピースタジオ

#### きんだーてれび版
- 翻訳：大川直美
- 演出：杉本理子
- 音響制作：ACクリエイト
- 制作協力：セイバーリンクス
- 製作：セガトイズ

## 主題歌（カートゥーン ネットワーク版）
- ROCO「カラフルファンファーレ」

## 放送
これまでに、イギリスでは第3シーズンまで放送されているほか、アメリカ合衆国では第1シーズンがカートゥーン ネットワークで2005年8月22日から、ニコロデオンのノギン（現：ニック・ジュニア）で2007年12月から2008年1月まで、現地の声優による吹き替えで放送が行われた。このほかにも世界180の国と地域で放送されている。

### 日本での放送
日本ではカートゥーン ネットワークで一時放送されていたが、2011年に放送を終了した。2017年、日本でのマスターライセンス権を株式会社セガトイズが取得し、同年10月よりテレビ東京系にて「ペッパピッグ@きんてれ」としてきんだーてれび内で放送を開始し、これに伴い絵本・玩具も展開されていくことが発表された。さらに、2021年7月3日からは、テレビ東京系にて『イニミニマニモ -ペッパピッグ＆パジャマスク-』で、『しゅつどう!パジャマスク』と同時放送されている。
また、テレビ東京版は2018年1月27日からディズニージュニアでも放送されるようになった。

## 反響

### 受賞歴
2005年、アヌシー国際アニメーション映画祭で"Mummy Pig at Work"（きんだーてれび版邦題：マミーはおしごとちゅう）という回が"The Cristal for best TV production"部門で受賞した。

### 論争
第1シーズンと第2シーズンにおいてペッパピッグ一家が自動車に乗るときにシートベルトをしていなかったことについて指摘があり、アストレー・ベイカー・デイヴィスは以降の回においてシートベルトを着用する描写をし、過去のシーズンの該当シーンにおいては新たにシートベルトを書き足すことを明らかにした。また、初期のシーズンではヘルメットなしで自転車を走行していたが、シートベルトの時と同様の措置が取られた。
ペッパピッグはかつて労働党の「確かなスタート」プログラムのマスコットとして起用されていたが、2010年イギリス総選挙の選挙運動では「余計な論争や誤解を招きたくない」という理由で家族向けマニフェストにペッパピッグを採用しない意向を明らかにしたと報じた。
2012年にはオーストラリア放送協会は、"Mister Skinnylegs"（きんだーてれび版邦題：あしながクモ）という回がオーストラリアの視聴者にとってふさわしくないという判断を示した。オーストラリアにはセアカゴケグモをはじめとする毒グモが身近だったことから、放送局の判断は受け入れられ、最終的には再放送の中止が決定した。また2014年には、オーストラリア放送協会のマーク・スコットが、「放送局の予算が削減された結果、本作をはじめとする国外作品の権利獲得等に支障が出た」という声明を発表しており、オーストラリアのメディアは本作がオーストラリアの幼児たちに人気であるがゆえに今後の放送の見通しについての懸念を示したのではないかと報じている。さらに、当時の農産大臣だったバーナビー・ジョイスが、ペッパピッグとタイ料理にあるメニュー表を引き合いに出した際、保守的な姿勢で知られるコラムニストのピアーズ・エイカーマンが「ペッパピッグはおかしなフェミニズム路線を推し進めている」と批判した。同年5月28日、当時の通信大臣だったマルコム・ターンブルは本作のオーストラリアでのテレビ放送の見通しの不透明さを払拭するため、「メディアのうわさとは違って、私たちはペッパちゃんのかわいいお鼻がABCで見られるのが楽しみです」（"Contrary to media rumours, Peppa's is one snout we are happy to have in the ABC trough"）と自身の公式ツイッターでコメントした。
2015年、デーヴィッド・キャメロンの学生時代の不品行を糾弾するピッグゲートが巻き起こった際、政治的なパロディの場において本作が再びとり上げられた。
2015年初頭、元保健大臣のノーマン・ラムは、本作のような子ども向け番組で受け入れられるものに任意境界を設けることは不公平だとして、ゲイのキャラクターを登場させるべきだという発言をした。
ブリティッシュ・メディカル・ジャーナルは、2017年のクリスマス特集の中で、本作では健康な食生活・運動・交通安全といったポジティブなメッセージが視聴者に向けて発せられているとした一方、総合診療医のブラウン・ベア先生が通常時間外に訪問診療に行く描写や、登場人物たちが明らかに些細な不調で医者にかかる場面、さらには薬がすぐに出される場面について、プライマリ・ケアの描写が非現実的であり視聴者に誤解を与える恐れがあると指摘した。この件に関するBBCの取材に対し、制作元は本作の責任の所在についてコメントしない意向を明らかにした。